# Friedrich Schatz
Friedrich Christian Schatz (ur. 17 listopada 1841 w Plauen, zm. 21 maja 1920 w Rostocku) – niemiecki lekarz, ginekolog i położnik.

## Życiorys
Studiował na Uniwersytecie w Lipsku od 1863 do 1867, w 1867 został doktorem medycyny, następnie był asystentem Carla Credégo od 1866 do 1870, praktykował w Lipsku (1870-72), od 1872 profesor zwyczajny ginekologii na Uniwersytecie w Rostocku.

## Dorobek naukowy
W 1875 roku opisał zespół przetoczenia krwi między płodami.

## Wybrane prace
- Wann tritt die Geburt ein? Konstruktion der Schwangerschaftsdauer, Vorausbestimmung des Tages der Geburt und nachträgliche Bestimmung des Erzeugers. Johann Ambrosius Barth, Leipzig 1910
- Eine besondere Art von einseitiger Polyhydramnie mit anderseitiger Oligohydramnie bei eineiigen Zwillingen. Arch Gynäk 19: 329–369 (1882)
- Die Gefässverbindungen der Placentarkreisläufe eineiiger Zwillinge, ihre Entwicklung und ihre Folgen. Arch Gynäk 24: 337–399 (1884)
- Die Aetiologie der Gesichtslagen. Arch Gynäk 27: 293–299(1886)
- Ueber die Bebrütung des menschlichen Eies. Arch Gynäk 29: 72–77 (1877)
- Ueber die Formen der Wehencurve und über die Peristaltik des menschlichen Uterus. Arch Gynäk 27: 284–299 (1886)
- Wann tritt die Geburt ein? Vorausbestimmung des Geburtstages. Arch Gynäk 72: 168–260 (1904)